# Сухопутные войска Латвии
Сухопутные войска (латыш. Latvijas Sauszemes spēki) — один из видов вооружённых сил Латвии. Между 2007 и осенью 2023 комплектовались только на контрактной основе.

## Структура
Механизированная пехотная бригада Сухопутных войск (латыш. Sauszemes spēku Mehanizētā kājnieku brigāde):
- Штаб бригады (Mehanizētas kājnieku brigādes štābs)
- Рота штаба и связи (Mehanizētās kājnieku brigādes Štāba un sakaru rota)
- 1-й механизированный пехотный батальон (1. mehanizētais kājnieku bataljons)
- 2-й механизированный пехотный батальон (2. mehanizētais kājnieku bataljons)
- 3-й пехотный батальон (3. kājnieku bataljons)
- Батальон боевой поддержки[~ 1] (Kaujas atbalsta bataljons)
- Батальон боевого обеспечения[~ 2] (Kaujas nodrošinājuma bataljons)
- Артиллерийский дивизион (Artilērijas divizions)

## Международное сотрудничество
С 1996 года сухопутные войска Латвии участвуют в международных миротворческих миссиях. К началу 2015 года латвийские военнослужащие приняли участие в девяти миссиях по поддержанию мира — в Афганистане, Албании, Боснии и Герцеговине, Грузии, Косово, Македонии, Ираке, Центральноафриканской Республике и Сомали.
29 марта 2004 года Латвия стала полноправным членом НАТО.

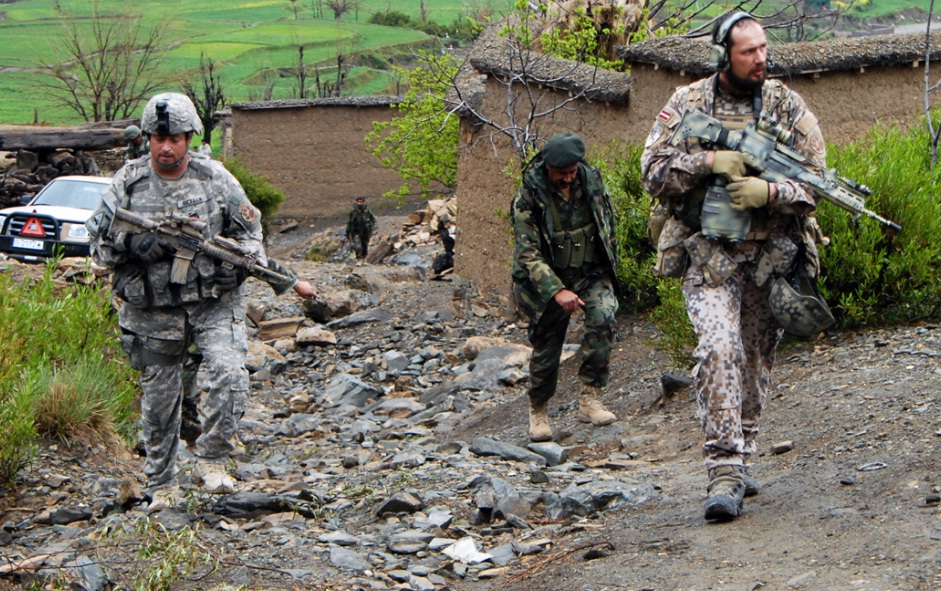
Солдаты США, Афганистана и Латвии во время патрулирования в Афганистане
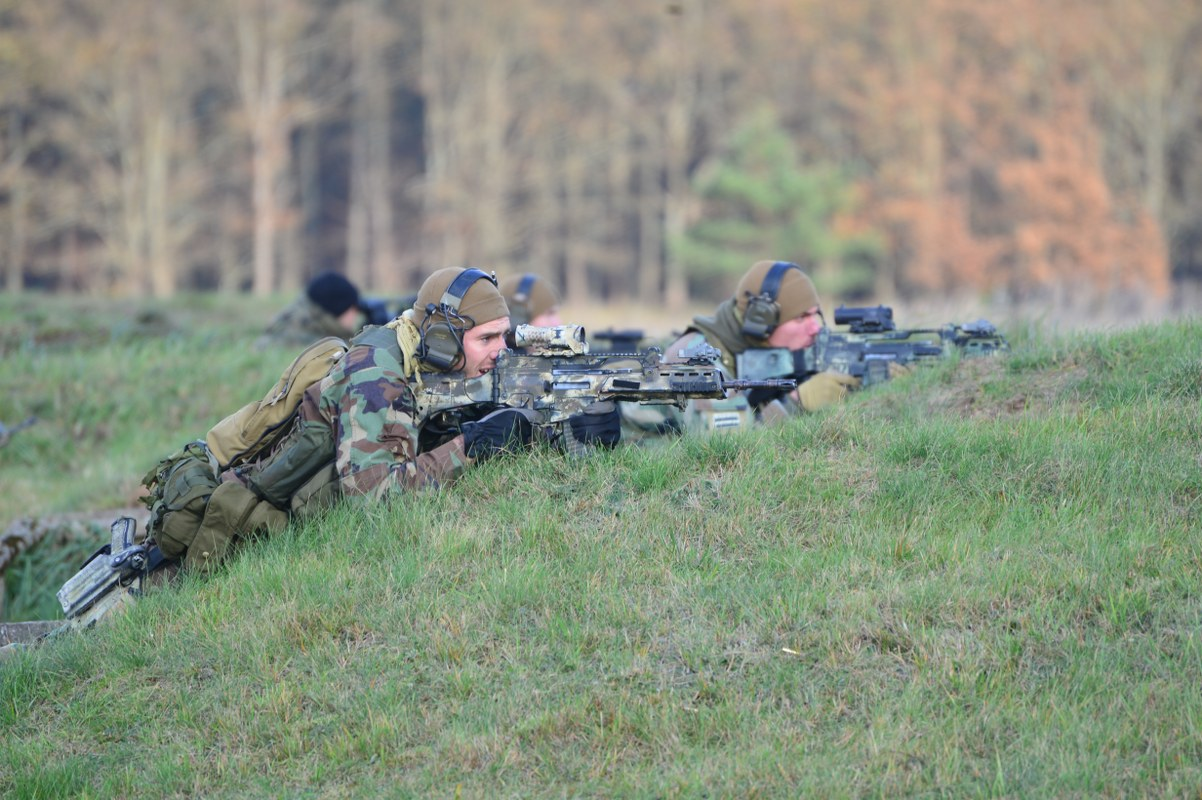
Латвийские солдаты во время учений в Польше

## Вооружение и военная техника
| Изображение                                    | Тип                         | Производство                | Назначение                                               | Количество                  | Примечания |                             |
| Боевые бронированные машины                    | Боевые бронированные машины | Боевые бронированные машины | Боевые бронированные машины                              | Боевые бронированные машины | Боевые бронированные машины | Боевые бронированные машины |
| ---------------------------------------------- | --------------------------- | --------------------------- | -------------------------------------------------------- | --------------------------- | --- | --------------------------- |
|                                                | FV107 Scimitar              | Великобритания              | Боевая разведывательная машина                           | 170                         | 123 машины модернизированы и прошли капитальный ремонт. Некоторые из них также оснащены Spike (ПТРК). Вариации — Scimitar, Sultan, Spartan, Samson и Samaritan. |                             |
|                                                | ASCOD 2                     | Австрия Испания             | Боевая машина пехоты                                     | 0 (42)                      | 42 БМП ASCOD 2 общей стоимостью 373 млн евро заказано 30 января 2025 года. Выбраны как замена БТР семейства CVR(T).                                             |                             |
|                                                | CVR(T)                      | Великобритания              | Боевая бронированная машина. Тип разнится от модификации | Нет данных.                 | На хранении. Заменены в обращении на ASCOD 2. |                             |
|                                                | Patria 6x6                  | Финляндия                   | Бронетранспортёр                                         | 34                          | Всего заказано 200 бронетранспортёров. |                             |
| Бронеавтомобили и прочая автомобильная техника |                             |                             |                                                          |                             | |                             |
|                                                | HMMWV                       | США                         | Бронеавтомобиль                                          | 30                          | Получено в подарок от США в 2005 году. |                             |
|                                                | Mercedes-Benz G-класс       | Германия                    | Бронеавтомобиль                                          | 50                          | |                             |
|                                                | Polaris RZR                 | США                         | Лёгкая ударная машина                                    | 62                          | MRZR-2 MRZR-4 MV850 |                             |
|                                                | Can-Am Outlander            | Финляндия                   | Мотовездеход                                             | 582                         | |                             |
|                                                | Bandvagn 206                | Швеция                      | Гусеничный вездеход                                      | Неизвестное количество      | Куплены у Швеции в 2002-2003 годах. |                             |
|                                                | Mercedes-Benz G-класс       | Германия                    | Внедорожник                                              | 78                          | 66 машин типа 240GD. 12 машин типа 300GDN. |                             |
|                                                | Land Rover Defender         | Великобритания              | Внедорожник                                              | 2                           | Используются латвийской военной полицией. |                             |
|                                                | Subaru Forester             | Япония                      | Внедорожник                                              | 23                          | Используются латвийской военной полицией. |                             |
|                                                | Nissan Navara               | Япония                      | Внедорожник                                              | 55                          | Используются латвийской военной полицией. |                             |
| Противотанковые средства                       |                             |                             |                                                          |                             | |                             |
|                                                | Spike-LR                    | Израиль                     | Противотанковый ракетный комплекс                        | Неизвестное количество      | SRLR ILR IIER II |                             |
|                                                | Carl Gustaf                 | Швеция                      | Ручной противотанковый гранатомёт                        | Неизвестное количество      | M2M4 |                             |
|                                                | Pv 1110                     | Швеция                      | 90-мм безоткатное орудие                                 | Неизвестное количество      | |                             |
| РСЗО                                           |                             |                             |                                                          |                             | |                             |
|                                                | M142 HIMARS                 | США                         | РСЗО                                                     | 0                           | Были закуплены 6 единиц в 2022 году. |                             |
| Артиллерия                                     |                             |                             |                                                          |                             | |                             |
|                                                | M109A5Ö                     | США / Австрия               | 155-мм САУ                                               | 59                          | |                             |
|                                                | vz. 53                      | Чехословакия                | 100-мм буксируемое орудие                                | 23                          | По состоянию на 2024 год все гаубицы находятся на хранении. |                             |
|                                                | M120                        | США                         | 120-мм миномёт                                           | 25                          | |                             |
|                                                | L16                         | Великобритания              | 81-мм миномёт                                            | 28                          | |                             |
| ПВО                                            |                             |                             |                                                          |                             | |                             |
|                                                | IRIS-T                      | Германия                    | ЗРК малой дальности                                      | 0                           | [ 22 ] |                             |
|                                                | RBS 70 NG                   | Швеция                      | ПЗРК                                                     | Неизвестное количество      | |                             |
|                                                | FIM-92 Stinger              | США                         | ПЗРК                                                     | 0                           | Все ПЗРК были поставлены Украине. |                             |
| Инженерная техника                             |                             |                             |                                                          |                             | |                             |
|                                                | M3 Amphibious Rig           | Германия                    | Амфибийный мостоукладчик                                 | 0                           | 4 мостоукладчика заказаны. |                             |
| Грузовики                                      |                             |                             |                                                          |                             | |                             |
|                                                | Mercedes-Benz Unimog        | Германия                    | Грузовик                                                 | 120                         | |                             |
|                                                | Scania P93                  | Швеция                      | Грузовик                                                 | 192                         | 184 - Scania P93 8 - Scania NM154. |                             |
| Стрелковое оружие                              |                             |                             |                                                          |                             | |                             |
|                                                | Beretta 92                  | Италия                      | Самозарядный пистолет                                    | Нет данных                  | |                             |
|                                                | Glock 17                    | Австрия                     | Самозарядный пистолет                                    | Нет данных                  | |                             |
|                                                | HK G36KV                    | Германия                    | Автомат                                                  | Нет данных                  | С ноября 2006 года поступает в вооружённые силы и полицейский спецназ (G36KV3)                                                                                  |                             |
|                                                | M16                         | США                         | Автоматическая винтовка                                  | Нет данных                  | Используется только в качестве церемониального оружия (M16A1)                                                                                                   |                             |
|                                                | M14                         | США                         | Автоматическая винтовка                                  | ~10 тыс.                    | В 1997 году 10 тыс. винтовок M14 было получено из США по программе военной помощи                                                                               |                             |
|                                                | FN Minimi                   | Бельгия                     | Ручной пулемёт                                           | Нет данных                  | C ноября 2006 года — стандартный ручной пулемёт армии Латвии |                             |
|                                                | MG-3                        | ФРГ                         | Единый пулемёт                                           | Нет данных                  | |                             |
|                                                | M2                          | США                         | Станковый пулемёт                                        | Нет данных                  | Латвия использует экспортный вариант M2HB-QCB от бельгийской FN Herstal.                                                                                        |                             |

## Знаки различия[27]
| Офицеры                                     | Офицеры                            | Офицеры                     | Офицеры                              | Офицеры             | Офицеры                                             | Офицеры         | Офицеры           | Офицеры                         | Офицеры             |
|                                             | генералы                           | генералы                    | генералы                             | старшие офицеры     | старшие офицеры                                     | старшие офицеры | младшие офицеры   | младшие офицеры                 | младшие офицеры     |
| ------------------------------------------- | ---------------------------------- | --------------------------- | ------------------------------------ | ------------------- | --------------------------------------------------- | --------------- | ----------------- | ------------------------------- | ------------------- |
| Погоны к повседневной/ полевой форме одежды |                                    |                             |                                      |                     |                                                     |                 |                   |                                 |                     |
| Звание                                      | Генерал-лейтенант Ģenerālleitnants | Генерал-майор Ģenerālmajors | Бригадный генерал Brigādes Ģenerālis | Полковник Pulkvedis | Полковник-лейтенант (подполковник) Pulkvežleitnants | Майор Majors    | Капитан Kapteinis | Старший лейтенант Virsleitnants | Лейтенант Leitnants |
| Код НАТО                                    | OF-8                               | OF-7                        | OF-6                                 | OF-5                | OF-4                                                | OF-3            | OF-2              | OF-1                            | OF-1                |

| Рядовой состав                              | Рядовой состав                        | Рядовой состав                        | Рядовой состав                  | Рядовой состав                                     | Рядовой состав   | Рядовой состав  | Рядовой состав                                    | Рядовой состав   |
|                                             | сержанты                              | сержанты                              | сержанты                        | сержанты                                           | сержанты         | рядовые         | рядовые                                           | рядовые          |
| ------------------------------------------- | ------------------------------------- | ------------------------------------- | ------------------------------- | -------------------------------------------------- | ---------------- | --------------- | ------------------------------------------------- | ---------------- |
| Погоны к повседневной/ полевой форме одежды |                                       |                                       |                                 |                                                    |                  |                 |                                                   |                  |
| Звание                                      | Сержант-майор Augstākais virsseržants | Мастер-сержант Galvenais virsseržants | Штаб-сержант Štāba virsseržants | Сержант 1-го класса (старший сержант) Virsseržants | Сержант Seržants | Капрал Kaprālis | Рядовой 1-го класса (старший рядовой) Dižkareivis | Рядовой Kareivis |
| Код НАТО                                    | OR-9                                  | OR-8                                  | OR-7                            | OR-6                                               | OR-5             | OR-4            | OR-3                                              | OR-1             |

## Внешние ссылки
- Официальная страница Сухопутных войск Латвии  (латыш.), в разработке